# Sten Asklöf
Sten Henrik Amandus Asklöf, född 2 september 1895 i Hedvigs församling, Norrköping, död 26 december 1959 i Västra Husby församling, Östergötlands län, var en svensk astronom.
Asklöf blev filosofie doktor i Uppsala 1927 med avhandlingen Determinations of stellar parallax from photographs taken by the 33 cm. refractor. 1924 blev han assistent vid Uppsala astronomiska observatorium, 1928 vid Leander McCormickobservatoriet i USA, vid Stockholms observatorium 1931. Asklöf var docent vid Stockholms högskola 1931–1945 och därefter docent vid Leander McCormickobersvaroriet. Han utförde mätningar av parallaxer för ett flertal stjärnor.